# 古今伝授の里フィールドミュージアム

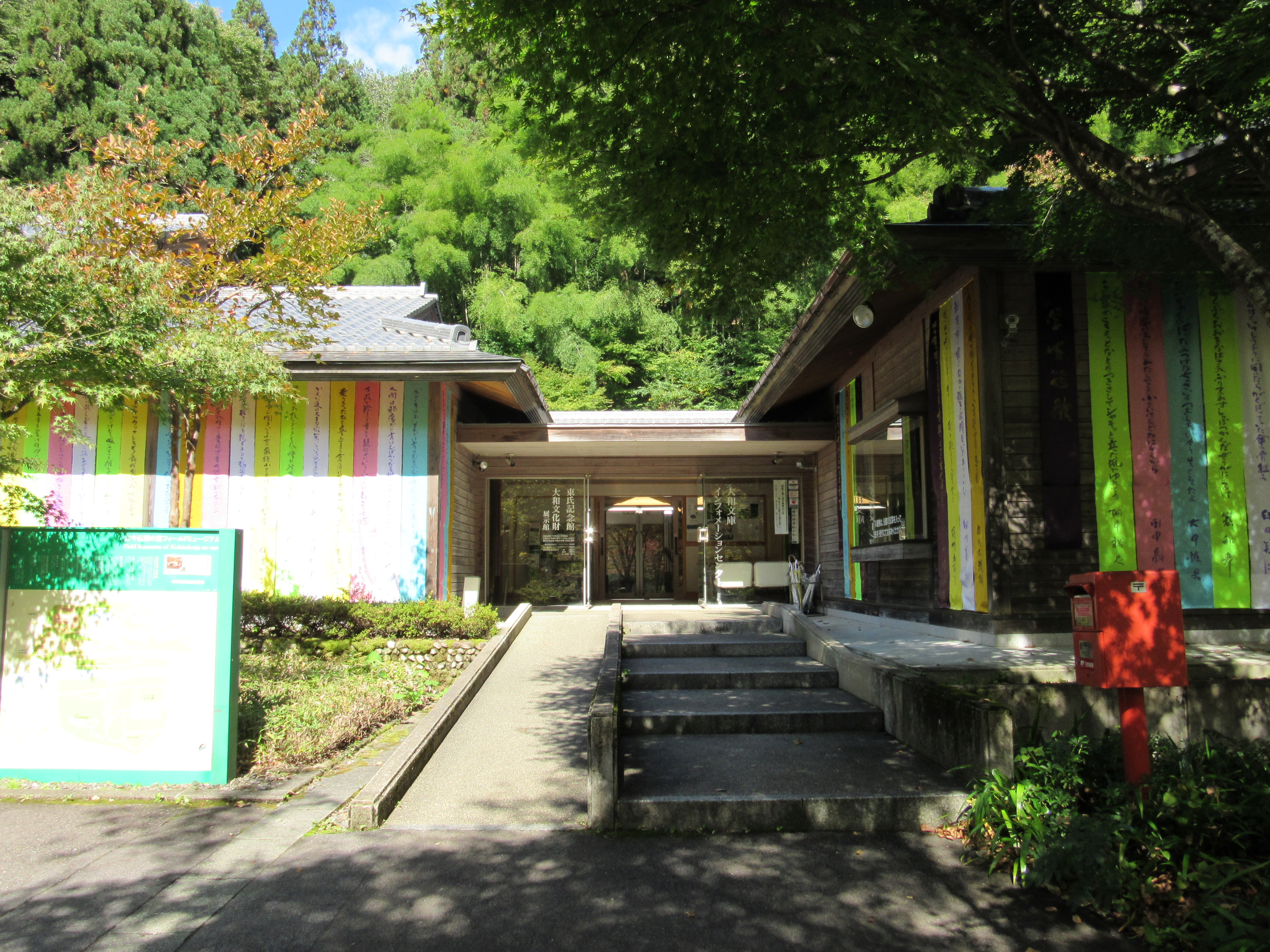
古今伝授の里フィールドミュージアム・東氏記念館

古今伝授の里フィールドミュージアム（こきんでんじゅのさとフィールドミュージアム）は、岐阜県郡上市（旧・郡上郡大和町）にある和歌文化をテーマとした野外博物館である。

## 概要
大和町が1993年（平成5年）7月に開設したもので、開設には国文学者の島津忠夫が関与した。第三セクターの郡上大和総合開発株式会社が指定管理者として運営を行なっている。
2012年（平成24年）10月6日には歌人で国文学者の佐佐木幸綱が名誉館長に就任している。

## 施設
- 東氏記念館
- 短歌図書館 大和文庫
- 短歌の里交流館よぶこどり（島津忠夫文庫を収蔵）
- 和歌文学館
- 大和文化財収蔵・展示館
- 篠脇山荘
- 茶屋いなおほせどり
- レストランももちどり

## 所在地
- 501-4608 - 岐阜県郡上市大和町牧912-1
- 開館時間 - 9：00～17：00
- 休館日 - 火曜日（祝日の場合は翌日）、年末年始

## アクセス
- 長良川鉄道越美南線 徳永駅から徒歩で約30分。
- 道の駅古今伝授の里やまとから車で約10分。

## その他
隣接する明建神社の参道の桜並木は、飛騨・美濃さくら三十三選に選定されている。